# Metopius vespulator
Metopius vespulator är en stekelart som beskrevs av Aubert 1979. Metopius vespulator ingår i släktet Metopius och familjen brokparasitsteklar. Inga underarter finns listade i Catalogue of Life.